# Marooned (film)
Marooned is een Amerikaanse sciencefictionfilm uit 1969 onder regie van John Sturges.

## Verhaal
Drie Amerikaanse astronauten, commandant Jim Pruett, "Buzz" Lloyd en Clayton "Stoney" Stone, zitten gedurende vijf maanden in een ruimtestation. Hier hebben ze nieuwe technologieën getest en onderzoek gedaan naar de gevolgen van gewichtloosheid. Loys begint klachten te krijgen die kunnen duiden op vermoeidheid of depressie. Daar de meeste experimenten reeds gedaan zijn, besluit NASA dat de missie best twee maanden kan worden ingekort. De astronauten krijgen bevel terug te keren.
Wanneer de bemanning probeert de hoofdmotor van de Apollo te starten, weigert deze dienst. Hierdoor komt de bemanning vast te zitten in een baan rond de aarde. De Apollo heeft niet genoeg vermogen om zelfstandig de dampkring te betreden of terug te keren naar het ruimtestation. Derhalve moet de bemanning wachten op redding of zelf proberen het probleem te verhelpen.
Op aarde wordt druk gediscussieerd over de vraag of een reddingsmissie wel mogelijk is. De bemanning heeft nog voor vier dagen zuurstof over. NASA-directeur Charles Keith doet het voorstel om de nog experimentele X-RV-draagraket te gebruiken, die spoedig gelanceerd zou worden. Hij krijgt toestemming voor dit plan van de president, en de nodige voorbereidingen gaan van start. Alle standaardtesten worden overgeslagen om tijd te winnen. Een tropische cycloon gooit echter roet in het eten en vertraagt de lancering met een dag.
Door de vertraagde lancering is er niet genoeg zuurstof om alle vier de astronauten in leven te houden tot de X-RV arriveert. Daarom offert Pruett zich op en verlaat de Apollo. Ondertussen is een raket van de Sovjet-Unie ook op weg naar de gestrande Apollo. De raket is te klein voor extra passagiers, maar de kosmonaut aan boord biedt de drie bemanningsleden extra zuurstof.
Eindelijk arriveert ook de X-RV, en kunnen de bemanningsleden overstappen. De X-RV keert veilig terug naar de aarde.

## Rolverdeling
| Acteur           | Personage                    |
| ---------------- | ---------------------------- |
| Gregory Peck     | Charles Keith                |
| Richard Crenna   | Jim Pruett                   |
| David Janssen    | Ted Dougherty                |
| James Franciscus | Clayton Stone                |
| Gene Hackman     | Buzz Lloyd                   |
| Lee Grant        | Celia Pruett                 |
| Nancy Kovack     | Teresa Stone                 |
| Mariette Hartley | Betty Lloyd                  |
| Scott Brady      | Ambtenaar van Publieke Zaken |
| Craig Huebing    | Vluchtleider                 |
| Frank Marth      | Luchtmachtsysteemleider      |
| John Carter      | Vluchtchirurg                |
| Vincent Van Lynn | Aerospace-journalist         |
| George Gaynes    | Missiedirecteur              |
| Tom Stewart      | Houston Cap Com              |

## Achtergrond
De film kwam vier maanden na de maanlanding van de Apollo 11 uit, en speelt in op de publieke fascinatie rondom dit gebeuren.
De film is gebaseerd op de roman Marooned van Martin Caidin.
De film is vooral bekend vanwege zijn “connecties” met een echte ramp met een Apollo. Amper zes maanden na uitkomst van de film vond de mislukte Apollo 13-missie plaats. Nadat NASA de gebeurtenissen uit de film opeens in het echt zag, begon men te twijfelen aan de veiligheid van het Amerikaanse ruimteprogramma.

### Skylab
In 1973 kwam het ruimtestation Skylab in omloop rond de aarde. Net zoals in de film Marooned betrof het een omgebouwde en leefbaar gemaakte S-IVB trap (een Orbital Workshop). De lancering van dit ruimtestation liep bijna faliekant af omdat er een zonnepaneel losgerukt werd en een deel van de hittebestendige buitenwand kwam daarbij mee. Na enkele riskante orbitale herstellingswerken en de installatie van twee experimentele zonwerende zeilen werd dit station alsnog drie keer bemand. Na 1974 werd het niet meer bemand en kwam het uiteindelijk in 1979 in de aardatmosfeer. Brokstukken ervan kwamen terecht in de Indische Oceaan en Australië.
In de jaren 80 werd Marooned opnieuw uitgebracht onder de naam Space Travelers door Film Ventures International, een goedkoop productiebedrijfje dat televisie- en video-uitgaven maakte van films in het publiek domein of films die goedkoop te krijgen waren. Onder deze titel werd de film bespot in de cultserie Mystery Science Theater 3000. Daarmee was Marooned de enige met een Oscar bekroonde film die een MST3K-behandeling kreeg.

## Prijzen en nominaties
In 1970 werd Marooned genomineerd voor vier prijzen, waarvan hij er 1 won.
Gewonnen:
- De Oscar voor beste effecten.

Nominaties:
- De Oscar voor Beste camerawerk.
- De Oscar voor Beste geluid.
- De Hugo Award voor Beste acteerprestatie